# 尤日内 (巴尔瑙尔)
尤日内（羅馬化：Yuzhnyy）是俄罗斯阿尔泰边疆区的工人村（属市级镇），位于巴尔瑙尔市。
该地2021年有人口19,509人；2010年人口19,233人；2002年人口19,669人；1979年有人口21,421人。